# Vuarrens
Vuarrens es una comuna suiza del cantón de Vaud, situada en el distrito de Gros-de-Vaud. Limita al norte con la comuna de Essertines-sur-Yverdon, al este con Pailly y Fey, al sur con Villars-le-Terroir, y al oeste con Penthéréaz y Corcelles-sur-Chavornay.
La comuna formó parte hasta el 31 de diciembre de 2007 del distrito de Echallens, círculo de Vuarrens.

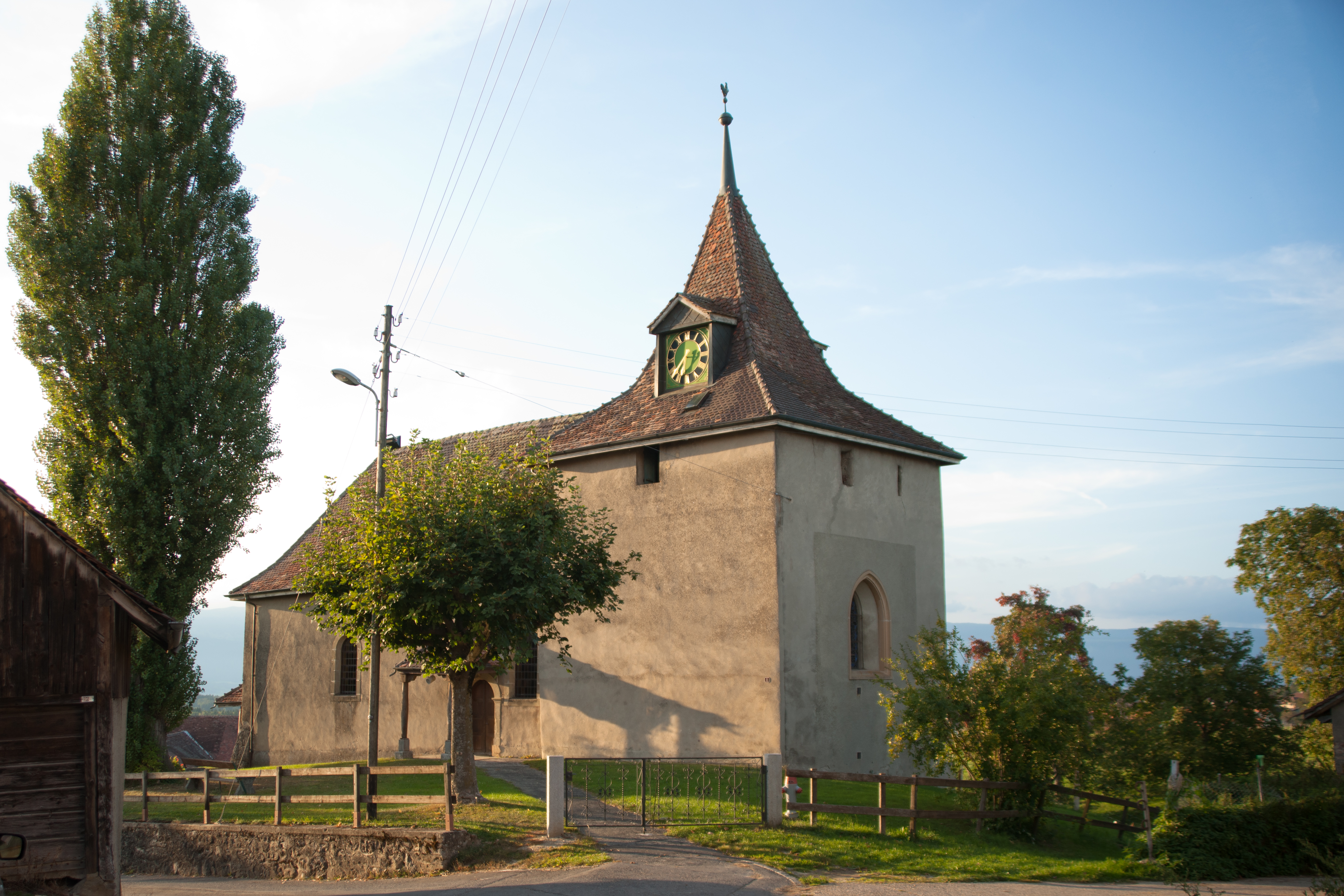
Iglesia de Vuarrens.